# Annagassan
Annagassan (en irlandais : Áth na gCasán signifiant « gué des sentiers ») est un village du comté de Louth en Irlande, situé à l'embouchure de la rivière Glyde (en) sur la mer d'Irlande.
Annagassan fut mentionné pour la première fois, sous le nom de « Linn Duachaill », en 841, au moment où les Vikings établirent localement un longphort. Il n'est pas connu qu'il ait continué sous le régime viking de Dublin après 852, car l'endroit n'est pas mentionné pendant soixante-dix ans. On estime que le longphort s'étendait sur 1,18 km du nord au sud. Dans cette zone, le terrassement de Lisnarann a pu faire office de citadelle.

### Articles liés
- Linn Duachaill (en)
- Villes de la république d'Irlande

## Source
- (en) Cet article est partiellement ou en totalité issu de l’article de Wikipédia en anglais intitulé « Annagassan » (voir la liste des auteurs), édition du 5 août 2008